# فرودگاه کایس
فرودگاه کایس (به انگلیسی: Kayes Airport) یک فرودگاه همگانی با کد یاتا KYS است که یک باند فرود آسفالت دارد و طول باند آن ۱۶۰۵ متر است. این فرودگاه در شهر کایس (مالی) کشور مالی قرار دارد و در ارتفاع ۵۰ متری از سطح دریا واقع شده است.